# Campionati italiani assoluti di atletica leggera 2017
I CVII campionati italiani assoluti di atletica leggera si sono tenuti a Trieste, presso lo Stadio Giuseppe Grezar, tra il 30 giugno e il 2 luglio 2017. Sono stati assegnati 40 titoli italiani in altrettante specialità, al maschile e al femminile.

## Risultati

### Uomini
| Specialità                                                                              | Oro                                                                                    | Prestazione | Argento                                                                                          | Prestazione | Bronzo                                                                        | Prestazione |
| Corse                                                                                   |                                                                                        |             |                                                                                                  |             |                                                                               |             |
| 100 m                                                                                   | Federico Cattaneo Atletica Riccardi                                                    | 10"24 w     | Gaetano Di Franco Enterprise Sport & Service                                                     | 10"36 w     | Giovanni Galbieri Centro Sportivo Aeronautica Militare                        | 10"37 w     |
| 200 m                                                                                   | Fausto Desalu Gruppi Sportivi Fiamme Gialle                                            | 20"32 w     | Antonio Infantino Athletic Club 96 Alperia                                                       | 20"51 w     | Lodovico Cortelazzo Assindustria Sport Padova                                 | 20"78 w     |
| 400 m                                                                                   | Davide Re Gruppi Sportivi Fiamme Gialle                                                | 46"07       | Vladimir Aceti Atletica Vis Nova Giussano                                                        | 46"40       | Marco Lorenzi Gruppi Sportivi Fiamme Gialle                                   | 46"57       |
| 800 m                                                                                   | Stefano Migliorati Club Sportivo San Rocchino                                          | 1'49"85     | Mattia Moretti Centro Sportivo Carabinieri                                                       | 1'49"90     | Enrico Riccobon Atletica Brugnera Pordenone Friulintagli                      | 1'50"39     |
| 1500 m                                                                                  | Joao Bussotti Centro Sportivo Esercito                                                 | 3'46"12     | Mohad Abdikadar Sheik Ali Centro Sportivo Aeronautica Militare                                   | 3'46"26     | Merihun Crespi Centro Sportivo Esercito                                       | 3'46"48     |
| 5000 m                                                                                  | Marco Najibe Salami Centro Sportivo Esercito                                           | 14'06"59    | Said El Otmani Centro Sportivo Esercito                                                          | 14'06"91    | Stefano Guidotti Icardi CUS Torino                                            | 14'06"91    |
| 3000 m siepi                                                                            | Ala Zoghlami CUS Palermo                                                               | 8'36"42     | Ahmed Abdelwahed CUS Camerino                                                                    | 8'36"73     | Giuseppe Gerratana Centro Sportivo Aeronautica Militare                       | 8'41"59     |
| 110 m hs                                                                                | Lorenzo Perini Centro Sportivo Aeronautica Militare                                    | 13"54 w     | Hassane Fofana Gruppo Sportivo Fiamme Oro                                                        | 13"81 w     | Simone Poccia Atletica Studentesca Rieti Andrea Milardi                       | 13"89 w     |
| 400 m hs                                                                                | Lorenzo Vergani CUS Pro Patria Milano                                                  | 49"36       | José Bencosme de Leon Gruppi Sportivi Fiamme Gialle                                              | 49"45       | Leonardo Capotosti Gruppi Sportivi Fiamme Gialle                              | 50"71       |
| Marcia 10 km                                                                            | Federico Tontodonati Centro Sportivo Aeronautica Militare                              | 40'34"09 >  | Leonardo Dei Tos Athletic Club 96 Alperia                                                        | 41'17"49    | Vito Minei Gruppo Sportivo Fiamme Oro                                         | 41'27"67    |
| Staffetta 4×100 m                                                                       | Gruppi Sportivi Fiamme Gialle Lorenzo Valentini Fausto Desalu Diego Marani Delmas Obou | 40"03       | Atletica Riccardi Federico Cattaneo Giacomo Tortu Simone Tanzilli Hillary Wanderson Polanco Rijo | 40"09       | CUS Palermo Antonio Parlato Giuseppe Santamaria Andrea Spezzi Federico Ragunì | 40"81       |
| Staffetta 4×400 m                                                                       | Gruppi Sportivi Fiamme Gialle Marco Lorenzi Michele Tricca Lorenzo Valentini Davide Re | 3'06"90     | CUS Pro Patria Milano Nicolò Ceriani Roberto Severi Andrea Blesio Marco Lo Verme                 | 3'10"63     | Pro Sesto Atletica Klaudio Gjetja Matteo Viscardi Davide Comerci Mattia Cella | 3'13"24     |
| Salti                                                                                   |                                                                                        |             |                                                                                                  |             |                                                                               |             |
| Salto in alto                                                                           | Eugenio Meloni Centro Sportivo Carabinieri                                             | 2,21 m      | Eugenio Rossi Atletica Biotekna Marcon                                                           | 2,18 m      | Christian Falocchi Brixia Atletica 2014                                       | 2,15 m      |
| Salto con l'asta                                                                        | Giorgio Piantella Centro Sportivo Carabinieri                                          | 5,40 m      | Claudio Stecchi Gruppi Sportivi Fiamme Gialle                                                    | 5,30 m      | Alessandro Sinno Centro Sportivo Aeronautica Militare                         | 5,30 m      |
| Salto in lungo                                                                          | Filippo Randazzo Gruppi Sportivi Fiamme Gialle                                         | 7,95 m      | Kevin Ojiaku Gruppi Sportivi Fiamme Gialle                                                       | 7,88 m      | Stefano Tremigliozzi Centro Sportivo Aeronautica Militare                     | 7,78 m      |
| Salto triplo                                                                            | Daniele Cavazzani Atletica Studentesca Rieti Andrea Milardi                            | 16,40 m     | Andrea Chiari Gruppi Sportivi Fiamme Gialle                                                      | 16,37 m     | Jan Luxa                                                                      | 16,23 m     |
| Lanci                                                                                   |                                                                                        |             |                                                                                                  |             |                                                                               |             |
| Getto del peso                                                                          | Sebastiano Bianchetti Gruppo Sportivo Fiamme Oro                                       | 19,74 m     | Leonardo Fabbri Centro Sportivo Aeronautica Militare                                             | 19,33 m     | Daniele Secci Gruppi Sportivi Fiamme Gialle                                   | 18,91 m     |
| Lancio del disco                                                                        | Hannes Kirchler Centro Sportivo Carabinieri                                            | 60,50 m     | Giovanni Faloci Gruppi Sportivi Fiamme Gialle                                                    | 59,16 m     | Nazzareno Di Marco Gruppo Sportivo Fiamme Oro                                 | 58,01 m     |
| Lancio del martello                                                                     | Marco Lingua Marco Lingua 4ever                                                        | 73,84 m     | Simone Falloni Centro Sportivo Aeronautica Militare                                              | 73,40 m     | Marco Bortolato Gruppo Sportivo Fiamme Oro                                    | 68,22 m     |
| Lancio del giavellotto                                                                  | Mauro Fraresso Gruppi Sportivi Fiamme Gialle                                           | 77,36 m     | Roberto Bertolini Gruppo Sportivo Fiamme Oro                                                     | 76,02 m     | Antonio Fent Centro Sportivo Carabinieri                                      | 72,80 m     |
| record dei campionati; record nazionale; record personale; record personale stagionale. |                                                                                        |             |                                                                                                  |             |                                                                               |             |

### Donne
| Specialità                                                                              | Oro                                                                                        | Prestazione  | Argento                                                                                              | Prestazione | Bronzo                                                                                    | Prestazione  |
| Corse                                                                                   |                                                                                            |              | |             |                                                                                           |              |
| 100 m                                                                                   | Irene Siragusa Centro Sportivo Esercito                                                    | 11"35        | Anna Bongiorni Centro Sportivo Carabinieri                                                           | 11"39       | Audrey Alloh Gruppo Sportivo Fiamme Azzurre                                               | 11"58        |
| 200 m                                                                                   | Gloria Hooper Centro Sportivo Carabinieri                                                  | 23"14        | Irene Siragusa Centro Sportivo Esercito                                                              | 23"21       | Anna Bongiorni Centro Sportivo Carabinieri                                                | 23"44        |
| 400 m                                                                                   | Maria Benedicta Chigbolu Centro Sportivo Carabinieri                                       | 52"31        | Maria Enrica Spacca Centro Sportivo Esercito                                                         | 52"95       | Raphaela Lukudo Centro Sportivo Carabinieri                                               | 53"03        |
| 800 m                                                                                   | Yusneysi Santiusti Assindustria Sport Padova                                               | 2'02"80      | Irene Baldessari Centro Sportivo Esercito                                                            | 2'03"66     | Eleonora Vandi Atletica AVIS Macerata                                                     | 2'04"02      |
| 1500 m                                                                                  | Giulia Aprile Centro Sportivo Esercito                                                     | 4'20"56      | Eleonora Vandi Atletica AVIS Macerata                                                                | 4'21"19     | Gaia Sabbatini Atletica Gran Sasso Teramo                                                 | 4'21"25      |
| 5000 m                                                                                  | Valeria Roffino Gruppo Sportivo Fiamme Azzurre                                             | 16'30"47     | Barbara Bressi Self Atletica Montanari Gruzza                                                        | 16'34"69    | Chiara Spagnoli Atletica Brescia 1950                                                     | 16'34"72     |
| 3000 m siepi                                                                            | Francesca Bertoni AS La Fratellanza 1874                                                   | 9'56"96      | Valeria Roffino Gruppo Sportivo Fiamme Azzurre                                                       | 10'06"85    | Eleonora Curtabbi CUS Torino                                                              | 10'08"80     |
| 100 m hs                                                                                | Micol Cattaneo Centro Sportivo Carabinieri                                                 | 13"20        | Nicla Mosetti Bracco Atletica                                                                        | 13"37       | Veronica Borsi Gruppi Sportivi Fiamme Gialle                                              | 13"45        |
| 400 m hs                                                                                | Yadisleidy Pedroso Centro Sportivo Aeronautica Militare                                    | 55"09        | Marzia Caravelli Centro Sportivo Aeronautica Militare                                                | 56"65       | Ilaria Vitale Libertas Friul Palmanova                                                    | 57"09        |
| Marcia 10 km                                                                            | Eleonora Anna Giorgi Gruppo Sportivo Fiamme Azzurre                                        | 43'56"95 > ~ | Valentina Trapletti Centro Sportivo Esercito                                                         | 44'04"94    | Nicole Colombi Atletica Brescia 1950                                                      | 46'28"34 > ~ |
| Staffetta 4×100 m                                                                       | Centro Sportivo Carabinieri Maria Enrica Spacca Gloria Hooper Anna Bongiorni Giulia Latini | 44"54        | Bracco Atletica Julia Viktoria Calliari Marta Maffioletti Annalisa Spadotto Scott Sabrina Galimberti | 45"38       | ACSI Italia Atletica Ludovica Landi Chiara Gala Elisabetta De Andreis Giovanna De Andreis | 45"40        |
| Staffetta 4×400 m                                                                       | Centro Sportivo Esercito Chiara Bazzoni Marta Milani Irene Baldessari Raphaela Lukudo      | 3'34"98      | CUS Pro Patria Milano Ilaria Burattin Virginia Troiani Serena Troiani Alexandra Troiani              | 3'35"38     | Bracco Atletica Giulia Alberti Daniela Tassani Flavia Battaglia Giancarla Trevisan        | 3'38"73      |
| Salti                                                                                   |                                                                                            |              | |             |                                                                                           |              |
| Salto in alto                                                                           | Erika Furlani Gruppo Sportivo Fiamme Oro                                                   | 1,88 m       | Desirée Rossit Gruppo Sportivo Fiamme Oro                                                            | 1,86 m      | Serena Capponcelli                                                                        | 1,84 m       |
| Salto con l'asta                                                                        | Elisa Molinarolo Gruppo Atletico Aristide Coin Venezia 1949                                | 4,25 m       | Helen Falda CUS Pisa                                                                                 | 4,20 m      | Roberta Bruni Centro Sportivo Carabinieri                                                 | 4,10 m       |
| Salto in lungo                                                                          | Laura Strati Atletica Vicentina                                                            | 6,59 m       | Tania Vicenzino Centro Sportivo Esercito                                                             | 6,22 m      | Carol Zangobbo Assindustria Sport Padova                                                  | 6,06 m       |
| Salto triplo                                                                            | Dariya Derkach Centro Sportivo Aeronautica Militare                                        | 13,77 m      | Ottavia Cestonaro Centro Sportivo Carabinieri                                                        | 13,66 m     | Silvia La Tella Nuova Atletica Fanfulla Lodigiana                                         | 13,52 m      |
| Lanci                                                                                   |                                                                                            |              | |             |                                                                                           |              |
| Getto del peso                                                                          | Chiara Rosa Gruppo Sportivo Fiamme Azzurre                                                 | 16,67 m      | Sydney Giampietro Gruppi Sportivi Fiamme Gialle                                                      | 15,62 m     | Daisy Osakue Sisport                                                                      | 15,27 m      |
| Lancio del disco                                                                        | Stefania Strumillo Atletica 2005                                                           | 56,15 m      | Valentina Aniballi Centro Sportivo Esercito                                                          | 54,46 m     | Daisy Osakue Sisport                                                                      | 54,28 m      |
| Lancio del martello                                                                     | Sara Fantini CUS Parma                                                                     | 66,81 m      | Francesca Massobrio Gruppo Sportivo Fiamme Oro                                                       | 59,96 m     | Lucia Prinetti Anzalapaya Gruppi Sportivi Fiamme Gialle                                   | 58,99 m      |
| Lancio del giavellotto                                                                  | Zahra Bani Gruppo Sportivo Fiamme Azzurre                                                  | 59,01 m      | Paola Padovan Assindustria Sport Padova                                                              | 54,87 m     | Eleonora Bacciotti Atletica Firenze Marathon                                              | 52,67 m      |
| record dei campionati; record nazionale; record personale; record personale stagionale. |                                                                                            |              | |             |                                                                                           |              |